# Vitaj!
Vitaj! je debutové album slovenské punk rockové skupiny Iné Kafe, které vyšlo v roce 1998.
Zavedená vydavatelství o album neměla zájem, proto si ho kapela musela vydat sama. Vratko Rohoň proto zakládá vydavatelství Shotgun records a pod touto značkou vydává kapela své první oficiální album Iné Kafe. Aby se album dostalo mezi lidi, byl vydán singl 090x.

## Seznam skladeb
Kromě míst, kde je uvedeno, všechny skladby napsal Vratko Rohoň. Příležitostný textař skupiny, Korby, je spoluautorem písně „090x„, na tomto albu ale nebyl uveden.
1. „Vitaj!“ – 3:14
2. „Závisť“ – 2:29
3. „Veľkou palicou“ – 3:33
4. „Posledná záchrana“ – 3:05
5. „Krutá pravda“ – 2:40 (Wayo)
6. „Iné Kafe“ – 3:11 (Wayo)
7. „090X“ – 3:18
8. „Nová vlna“ – 1:17 (Wayo)
9. „Pomôžte mi so mnou“ – 2:32
10. „Systém“ – 1:57 (Cibi)
11. „Európsky raj“ – 3:14
12. „Dobrá rada“ – 3:23
13. „To nie!“ – 2:20 (Wayo)
14. „Nerušte spojenie“ – 1:44 (Dodo)

### Bonusy
Následující skladby jsou bonusy, původně z alba Situácia, vydané jen v ČR.
1. „Také Dni“ – 3:47
2. „Hrdinovia v papučiach“ – 3:09
3. „Ľudský život“ – 2:22 (Wayo)

## Skupina
- Marek „Cibi“ Cibula – zpěv, vokály
- Vratko Rohoň – kytara, vokály
- Mario „Wayo“ Praženec – basa
- Dodo Praženec – bicí, vokály